# Utro
Utro (en ruso Утро) es una banda de post punk proveniente de Rusia formada en 2010. Se trata de un proyecto alternativo de la banda de rock rusa Motorama. Lo único que comparten con Motorama son las características básicas del post punk ruso porque en lo demás difieren bastante. Con Motorama hicieron música en inglés, mientras que las letras de Utro están en ruso. Ese mismo año, lanzaron su álbum debut homónimo Утро. A través de Talitres Records lanzaron su segundo álbum Солнце en 2015.
Formado por Vladislav Parshin, en Rostov del Don en 2010. La banda se hizo conocida en Rusia por su instrumentación experimental, su enfoque minimalista de la música, además de sus letras existenciales y espirituales. Utro se influenció de las bandas soviéticas, las bandas post-punk tanto de Alemania como Reino Unido. De su música se destaca también sus líneas de bajo muy presentes y marcadas, además de un toque gótico muy impregnando Líneas de bajo extraordinariamente marcadas y un ligero toque gótico caracterizan a esta formación. Los miembros de la banda tienen un perfil muy bajo, no suelen brindar entrevistas, y conseguir cualquier dato sobre ellos es muy difícil.

Ya no usamos guitarras, tocamos batería en vivo, bajo de sintetizador y diferentes teclados.
Utro.

El sonido de Утро según Vladislav Parshin está inspirado en bandas de las décadas de 1970 y 1980, además de la clara influencia de agrupaciones icónicas como Кино (Kinó), banda de rock que surgió en Leningrado en 1982.

## Integrantes
- Irina Parshina - bajo eléctrico y apoyo vocal
- Vladislav Parshin - guitarra eléctrica y voz
- Maksim Polivanov - guitarra eléctrica
- Mikhail Nikulin - batería

## Discografía
- Утро (2010), Utro, (la) Mañana.
- Солнце (2015), Solntse, Sol.
- Третий Альбом (2017), Trieti Albom, Tercer Álbum.